# Sainte-Souline
Sainte-Souline is een gemeente in het Franse departement Charente (regio Nouvelle-Aquitaine) en telt 113 inwoners (1999). De plaats maakt deel uit van het arrondissement Cognac.

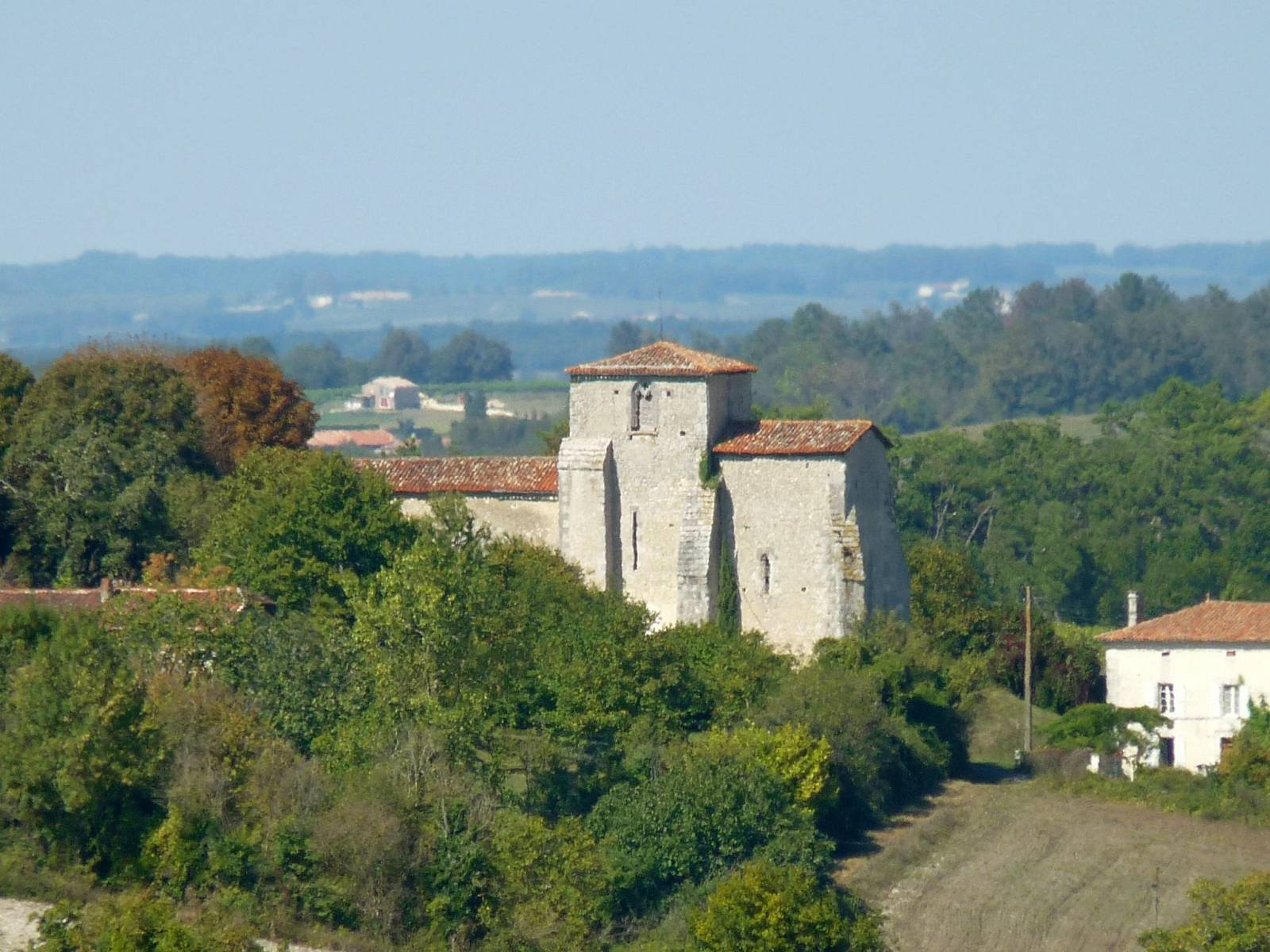
Kerk van Sainte-Souline
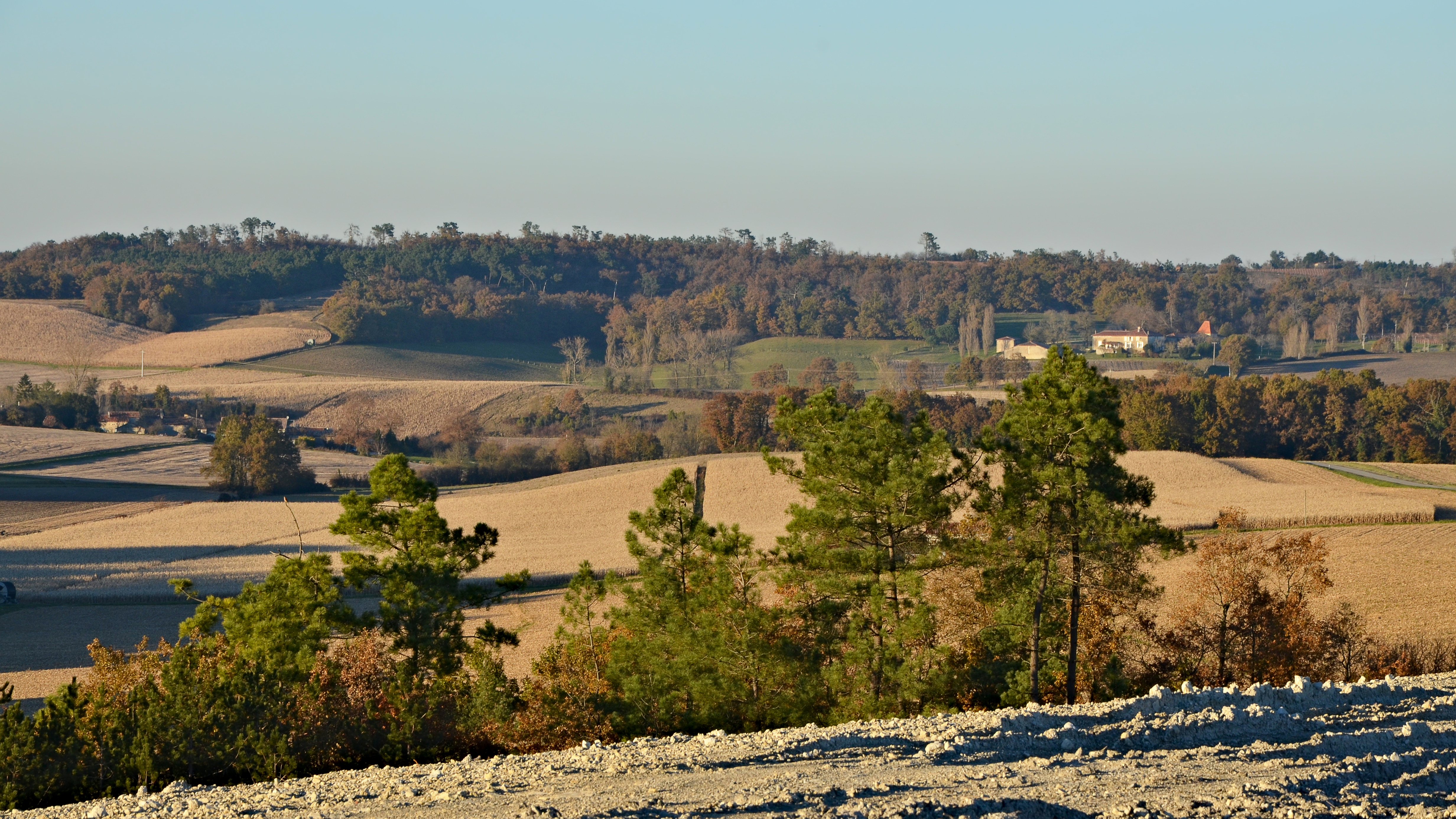
Landschap
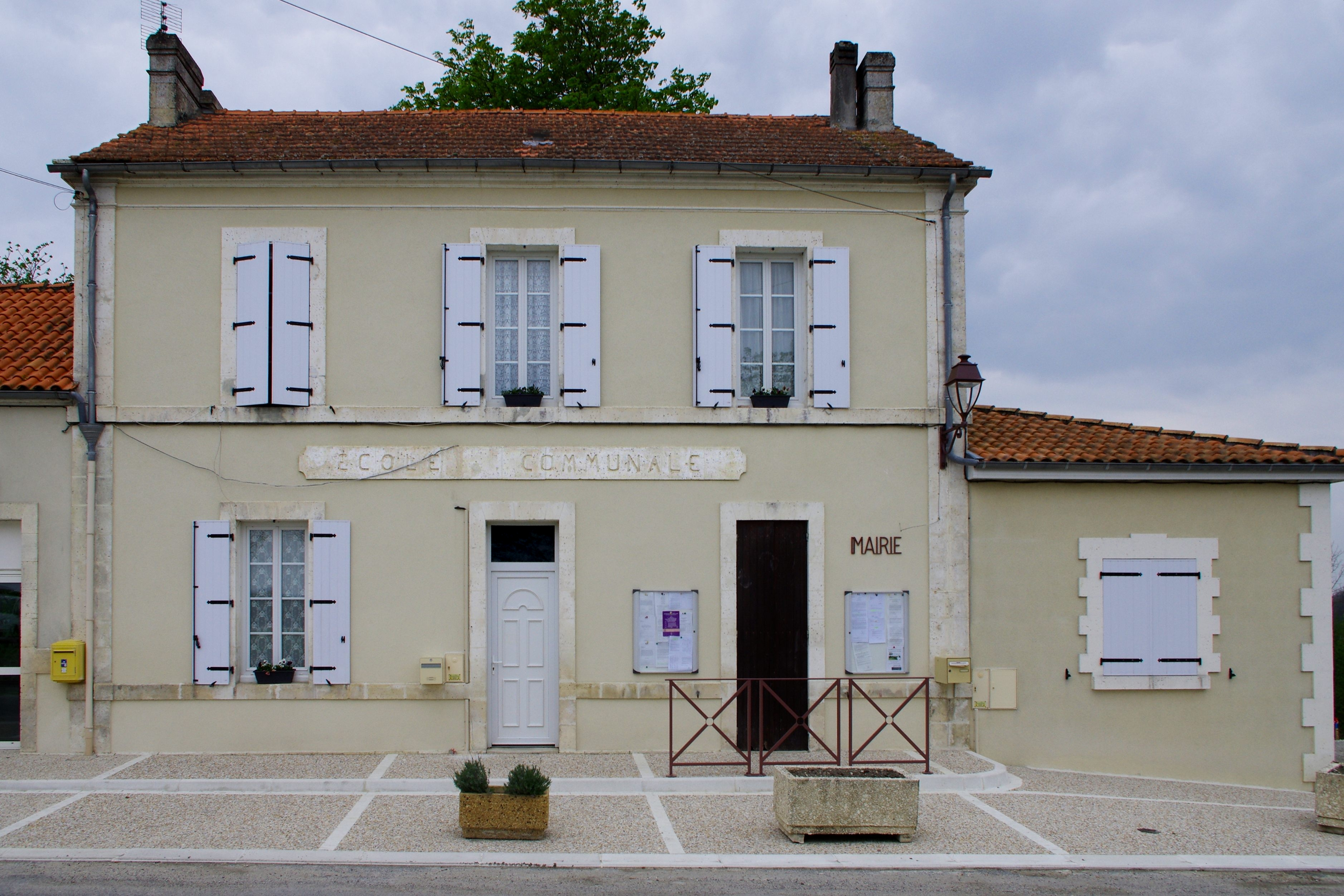
Gemeentehuis

## Geografie
De oppervlakte van Sainte-Souline bedraagt 7,4 km², de bevolkingsdichtheid is 15,3 inwoners per km².
De onderstaande kaart toont de ligging van Sainte-Souline met de belangrijkste infrastructuur en aangrenzende gemeenten.

## Demografie
Onderstaande figuur toont het verloop van het inwonertal (bron: INSEE-tellingen).